# Spillover (economia)
Parlando di inflazione con il termine spillover si intende l'impennata puntuale dei prezzi di alcuni prodotti.
La presenza di spillover, pur contribuendo all'aumento dell'inflazione, ha un carattere limitato e non legato alle condizioni macroeconomiche generali. Ad esempio l'aumento del prezzo dei prodotti petroliferi legata alla minore disponibilità di greggio a fronte di una domanda crescente, è legato a cause che non dipendono da fattori macroeconomici, quali ad esempio i tassi di interesse, ma alla reale disponibilità del prodotto.